# Церква Святого Архистратига Михаїла (Чикаго)
Церква святого Архистратига Михаїла — діюча церква УГКЦ у Чикаго. Належить до єпархії св. Миколая. Парафія була канонічно встановлена першим єпископом УГКЦ у США, Сотером Ортинським 17 травня 1917 року, і храм збудований у 1960 році.

## Перші Роки
Через національне поневолення і соціальний визиск на землях Галичини в останній чверті 19-го і на початку 20-го століття під володінням Австрії, господарська проблема країни була у важких умовах. Через економічну політику, яка мала на увазі корисність великого землеволодіння, українське селянство зубожіло. Велика частина української землі опинилася в руках чужинців. Решта землі, яка була в посіданні селян була поступово ділена селянами поміж своїх дітей. Невелика частина українських поселенців опинилася на південній частині великого Шикаґа — Вест Пулман.
Це був 1917 рік. Згуртувавшися в невеличку громаду, забажали створити свою рідну церкву, в якій вони і їхні діти плекали б віру в Бога та засліплювали любов до свого рідного обряду. Бажання цієї громади стали дійсністю.
Куплено старий будинок за 3,000 дол. В цей час на терені південної частими Чикаго, Вест Пулман, жило 50 родин і кожна з них вклала 25 дол. до купівлі цього дому.
Прийшов день 17-го травня 1917. В цьому дні урочисто посвячено набуту церкву. Акту посвячення довершив Преосвященний Владика Сотер Ортинський, ЧСВВ, в асисті о. Володимира Коритовського і о. Миколая Струтинського.
З 1917 по 1920 рік церкву обслуговували отець Володимир Коритовський та отець Антін Уляшницький. У ці роки було організовано чоловічий відділ Українського Народного Союзу під покровом Св. Архистратига Михаїла та Сестринство Пресвятої Богородиці
У 1920 році парохом парафії св. Михайла став отець Микола Сіминович. Отець Сіминович, д-р Гриновецький і д-р Іван Смук створили відділи атлетичного товариства «Січ» та Союз українок Америки. Але найголовнішим їхнім досягненням була організація української рідної школи.
Отець Сіминович у 1929 році створив місцевий відділ Товариства Провидіння українців-католиків. Його син д-р Мирослав Симінович організував відділ Товариства Червоного Хреста, першою головою якого була пані Марія Борос.
З 1936 по 1939 рік на парафії виконували душпастирські обов'язки отці Василіяни Сильвестр Журавецький та отець Амвросій Сениши, пізніший митрополит Філадельфійський.
У 1939 році отці Василіяни взяли під свій контроль парафію. Отці Василіани придбали за 6000 доларів чернечий будинок за адресою 12211 South Parnell Avenue.
У 1957 році о. Ізидор Когут почав акцію побудови нової церкви. Єпископ Стемфордський Йосиф Шмондюк освятив нову церкву 20 листопада 1960 року. Будівля церкви має вітражі та дзвони, імпортовані з Італії. Апсиду прикрашає фреска Тайна вечеря роботи українсько-американського художника Михайла Дмитренка.
У 1980 році, після закриття сусідньої української католицької парафії св. Василія Великого, Церква св. Михаїла прийняло нових парафіян і почав дотримуватися юліанського календаря.